# ギルバート・コルゲート
ギルバート・ベイヤード・"ギル"・コルゲート・ジュニア (Gilbert Bayard "Gil" Colgate, Jr. 、1899年12月21日 - 1965年10月9日) はアメリカの実業家、ボブスレー選手。1930年代に活躍した。1936年のガルミッシュ・パルテンキルヘンオリンピックの男子2人乗りにリチャード・ローレンスと出場し銅メダルを獲得した。ニューヨーク市で生まれ、そこで亡くなった。
1922年にイェール大学を卒業しフラタニティ、デルタ・カッパ・イプシロン (ファイ・チャプター)の会員である。5人兄弟であり、父のギルバート・コルゲート・シニアの曾祖父であるウィリアム・コルゲートは現在コルゲート・パーモリーブという名前で知られる会社を設立した人物である。コルゲート・カンパニーの重役を務め、コルゲート・ラーソンエアクラフトカンパニーの会長も務めた。人口爆発を懸念しており、プランド・ペアレントフッドの設立者の1人でもある。